# 悲しきスクリーン
悲しきスクリーン（Sad Movie 仏語：Quand le film est triste）は1961年発表のポップスソングである。
アメリカの歌手、スー・トンプソンが発表して世界中でヒットしたが、特に日本ではトンプソン版のほか、レノン・シスターズやシルヴィ・バルタン版でもヒットした。別題で涙のスクリーンともいう。

## カヴァーしたアーティスト
- レノン・シスターズ
- シルヴィ・バルタン
- ザ・ピーナッツ
- ミシェル・リシャール